# Els bàrbars
Els bàrbars (títol original: The Barbarians) és una pel·lícula de fantasia italo-estatunidenca dirigida per Ruggero Deodato, estrenada l'any 1987. Ha estat doblada al català. Amb un pressupost estimat a 4 milions de dòlars, la pel·lícula va ser un fracàs comercial als Estats Units, on només va informar 800.000 $ de recaptació.

La pel·lícula va ser classificada en el lloc Nanarland entre els nanars del gènere fantasia amb el comentari: 
 Els germans bessons Peter i David Paul han estat nominats en la categoria de la pitjor revelació en la 8a cerimònia dels Razzie Awards.

## Argument
La tribu de farsants dels Ragniks és atacada per les tropes del cruel tirà Kadar. Kadar captura Canary, la reina de la tribu, amb la finalitat de fer-li revelar on ha amagat un robí màgic. Els dos bessons Kutchek i Gore són igualment capturats. Anys més tard, ja adults, Kutchek i Gore s'escapen de la fortalesa de Kadar i es dediquen a alliberar Canary tot protegint el robí.

## Repartiment
- Peter Paul: Kutchek
- David Paul: Gore
- Richard Lynch: Kadar
- Eva LaRue: Ismène
- Virginia Bryant: Canary
- Sheeba Alahani: China
- Michael Berryman: el gran botxí
- George Eastman: Jacko
- Raffaella Baracchi: Allura
- Benito Stefanelli: Greyshaft (no surt als crèdits)